# ナベリウス

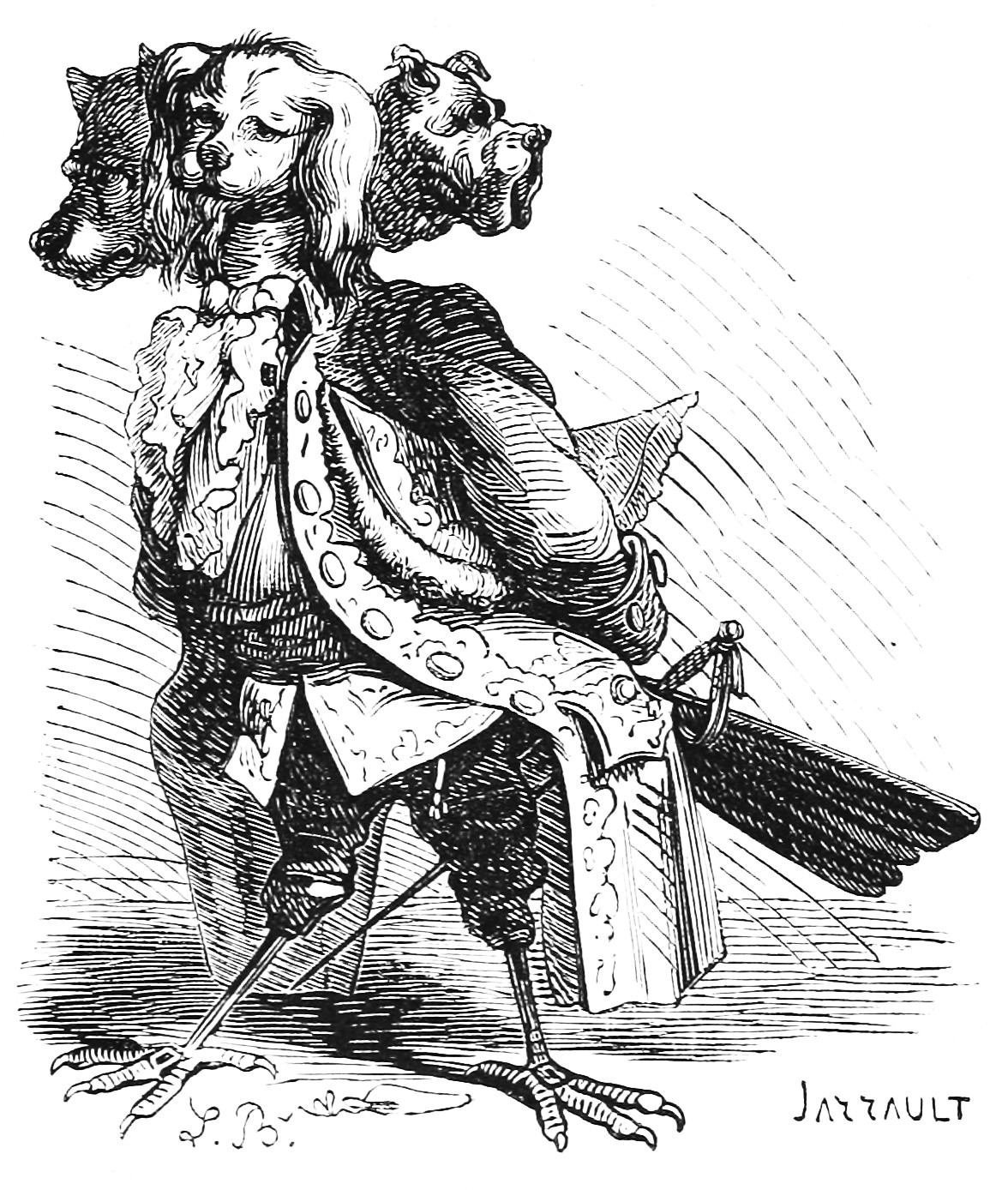
コラン・ド・プランシー著『地獄の辞典』第6版（1863年）「セルベール(Cerbère)」の項の挿絵。別称としてケルベロス（Cerberus）、ナベルス（Naberus）も挙げられている。

ナベリウス（Naberius）は、悪魔学における悪魔の一人。ナベルス（Naberus）、ケルベロス（Cerberus）とも呼ばれる。悪魔や精霊に関して記述した文献や、魔術に関して記したグリモワールと呼ばれる書物などにその名が見られる。

## 概要
イギリスで発見されたグリモワール『ゴエティア』によると、19の軍団を指揮する序列24番の勇猛なる侯爵。
18世紀のものと考えられているグリモワール『大奥義書』によれば、ネビロスの支配下にあるという。一方、ナベリウス自身がネビロスと同一視されることもある。
召喚されると、カラスの姿で現れ、しわがれた声で話すという。あらゆる人文科学、自然科学を教え、特に修辞学に長けているという。また、失われた威厳や名誉を回復する力を持つともいう。
別名のケルベロスにあるように、ギリシア神話のケルベロスと関連付けられることもある。コラン・ド・プランシーは『地獄の辞典』においてナベリウスを「ケルベロス」の項目で扱っており、三つ頭の犬もしくはカラスの姿で現れるとしている。ルイ・ル・ブルトンによる挿絵では、三種類の犬の頭と鳥の脚と尾を備え、貴族風の服を着た悪魔が描かれている。